# Leonid Kuchuk
Leonid Stanislavovitch Kuchuk (en russe : Леонид Станиславович Кучук ; en biélorusse : Леанід Станіслававіч Кучук), né le 27 août 1959 à Minsk en URSS, aujourd'hui en Biélorussie, est un joueur de football biélorusse ayant évolué au poste de défenseur avant de se reconvertir comme entraîneur. 
Son fils, Aliaksei Kuchuk, est également footballeur professionnel.

## Biographie
Il a le statut d'entraîneur-joueur pendant une saison avec le club biélorusse du FK Vitebsk.
En 2011-11, il laisse brièvement de côté le métier d'entraîneur pour devenir pendant une saison le directeur sportif du club moldave du Sheriff Tiraspol.

## Statistiques
| Saison                | Club                   | Championnat           | Championnat | Championnat | Coupe(s) nationale(s) | Coupe(s) nationale(s) | Total | Total |
| Saison                | Club                   | Division              | M.          | B.          | M.                    | B.                    | M.    | B.    |
| 1980                  | Gomselmach Gomel       | D3                    | 32          | 0           | -                     | -                     | 32    | 0     |
| 1981                  | Gomselmach Gomel       | D3                    | 36          | 1           | -                     | -                     | 36    | 1     |
| 1982                  | Gomselmach Gomel       | D3                    | 30          | 3           | -                     | -                     | 30    | 3     |
| 1983                  | Gomselmach Gomel       | D3                    | 29          | 0           | -                     | -                     | 29    | 0     |
| 1984                  | Gomselmach Gomel       | D3                    | 33          | 1           | -                     | -                     | 33    | 1     |
| 1985                  | Gomselmach Gomel       | D3                    | 30          | 1           | -                     | -                     | 30    | 1     |
| 1986                  | Gomselmach Gomel       | D3                    | 30          | 1           | -                     | -                     | 30    | 1     |
| 1987                  | Gomselmach Gomel       | D3                    | 34          | 0           | -                     | -                     | 34    | 0     |
| 1988                  | Gomselmach Gomel       | D3                    | 31          | 0           | -                     | -                     | 31    | 0     |
| Sous-total            | Sous-total             | Sous-total            | 285         | 7           | -                     | -                     | 285   | 7     |
| 1989                  | KIM Vitebsk            | D3                    | 41          | 1           | -                     | -                     | 41    | 1     |
| 1990                  | KIM Vitebsk            | D4                    | 22          | 0           | -                     | -                     | 22    | 0     |
| 1991                  | KIM Vitebsk            | D3                    | 38          | 0           | -                     | -                     | 38    | 0     |
| Sous-total            | Sous-total             | Sous-total            | 101         | 1           | -                     | -                     | 101   | 1     |
| 1992                  | Metallourg Maladetchna | D1                    | 13          | 0           | -                     | -                     | 13    | 0     |
| 1992-1993             | FK Maladetchna         | D1                    | 30          | 2           | -                     | -                     | 30    | 2     |
| 1993-1994             | FK Maladetchna         | D1                    | 18          | 0           | -                     | -                     | 18    | 0     |
| Sous-total            | Sous-total             | Sous-total            | 61          | 2           | -                     | -                     | 61    | 2     |
| 1995                  | Aura-Ataka Minsk       | D1                    | 13          | 0           | -                     | -                     | 13    | 0     |
| 1996                  | Aura-Ataka Minsk       | D1                    | 28          | 0           | -                     | -                     | 28    | 0     |
| 1997                  | Ataka Minsk            | D1                    | 10          | 0           | -                     | -                     | 10    | 0     |
| Sous-total            | Sous-total             | Sous-total            | 51          | 0           | -                     | -                     | 51    | 0     |
| 1998                  | Dinamo Minsk           | D1                    | 3           | 0           | -                     | -                     | 3     | 0     |
| Total sur la carrière | Total sur la carrière  | Total sur la carrière | 601         | 10          | -                     | -                     | 601   | 10    |

## Palmarès

### Palmarès entraineur
Sheriff Tiraspol
- Championnat de Moldavie (6) :
  - Champion : 2003-04, 2004-05, 2005-06, 2006-07, 2007-08 et 2008-09.

- Coupe de Moldavie (3) :
  - Vainqueur : 2005-06, 2007-08 et 2008-09.
  - Finaliste : 2003-04.

- Coupe de la CEI (1) :
  - Vainqueur : 2003 et 2009.

### Palmarès individuel
- Fédération russe de football :
  - Entraîneur du mois en championnat russe : Août 2013[1].

- Fédération biélorusse de football :
  - Entraîneur biélorusse de l'année : 2013[2].